# Hugo Ekitiké
Hugo Ekitiké , né le 20 juin 2002 à Reims (Marne), est un footballeur français qui évolue au poste d'avant-centre au Liverpool FC.
Il intègre le centre de formation du Stade de Reims à 11 ans. Surclassé tout au long de sa formation, l'attaquant débute dès ses 17 ans avec l'équipe réserve en National 2 fin 2019. Quelques mois plus tard, il intègre le groupe professionnel à l'entraînement avant que la saison ne soit arrêtée par le Covid-19. À l'été 2020, Hugo Ekitiké signe son premier contrat professionnel et poursuit en quatrième division. En janvier 2021, il est prêté au club  danois du Vejle BK, souhaitant s'aguerrir auprès de défenses robustes. Revenu au Stade de Reims pour la saison 2021-2022, il devient l'attaquant le plus efficace de l'équipe en Ligue 1. À l'été 2022, il rejoint le Paris Saint-Germain en prêt, avant d'y être transféré à l'été 2023. En février 2024 il est prêté à l'Eintracht Francfort puis y est transféré l'été suivant.
A l'été 2025, il est transféré au FC Liverpool.
Fin 2021, Hugo Ekitiké est retenu en équipe de France des moins de 20 ans par Bernard Diomède pour des matchs amicaux. Dès le mois suivant, il pallie un forfait en Équipe de France Espoirs. À l'été 2022, il remporte le Tournoi de Toulon avec les U20 français.

## Biographie

### Enfance et formation
Né à Reims, d'un père camerounais, Hugo Ekitiké prend sa première licence de football en juillet 2008 au Cormontreuil FC, dans la banlieue rémoise. Son éducateur des U7 au U12 se rappelle : « il marquait beaucoup de buts sans jamais s'enflammer. Il était, par exemple, incapable de dire combien de buts il avait marqué sur un tournoi. C'était un gagneur qui ne se la racontait pas, toujours à l'écoute pour s'améliorer mais pas pour être le numéro 1. En match, s'il pouvait faire la passe face au but, il n'hésitait pas car il sait que c'est le choix le plus intelligent ».
À un peu plus de dix ans, il signe un accord de non-sollicitation pour rejoindre le centre de formation du Stade de Reims. À 11 ans, il rejoint l'académie du club rémois. Hugo Ekitiké est surclassé dans toutes les catégories et utilisé dans l’axe de l’attaque ou sur un côté.
En octobre 2019, lors de la saison 2019-2020, l'avant-centre intègre l'équipe réserve champenoise. Faisant ses débuts en National 2 (quatrième division) chez le SC Bastia au stade Furiani, il est toujours éligible pour disputer la Coupe Gambardella avec le groupe U18 en parallèle. Buteur et passeur contre Paris FC (4-1) en 64e de finale, il double sa performance contre Torcy au tour suivant avec deux buts et deux passes décisives (4-3). Hugo inscrit ensuite son premier doublé en N2 contre Croix. Au total, il est l'auteur de cinq buts en douze matches de N2 (huit titularisations) à seulement dix-sept ans.

### Débuts professionnels à Reims

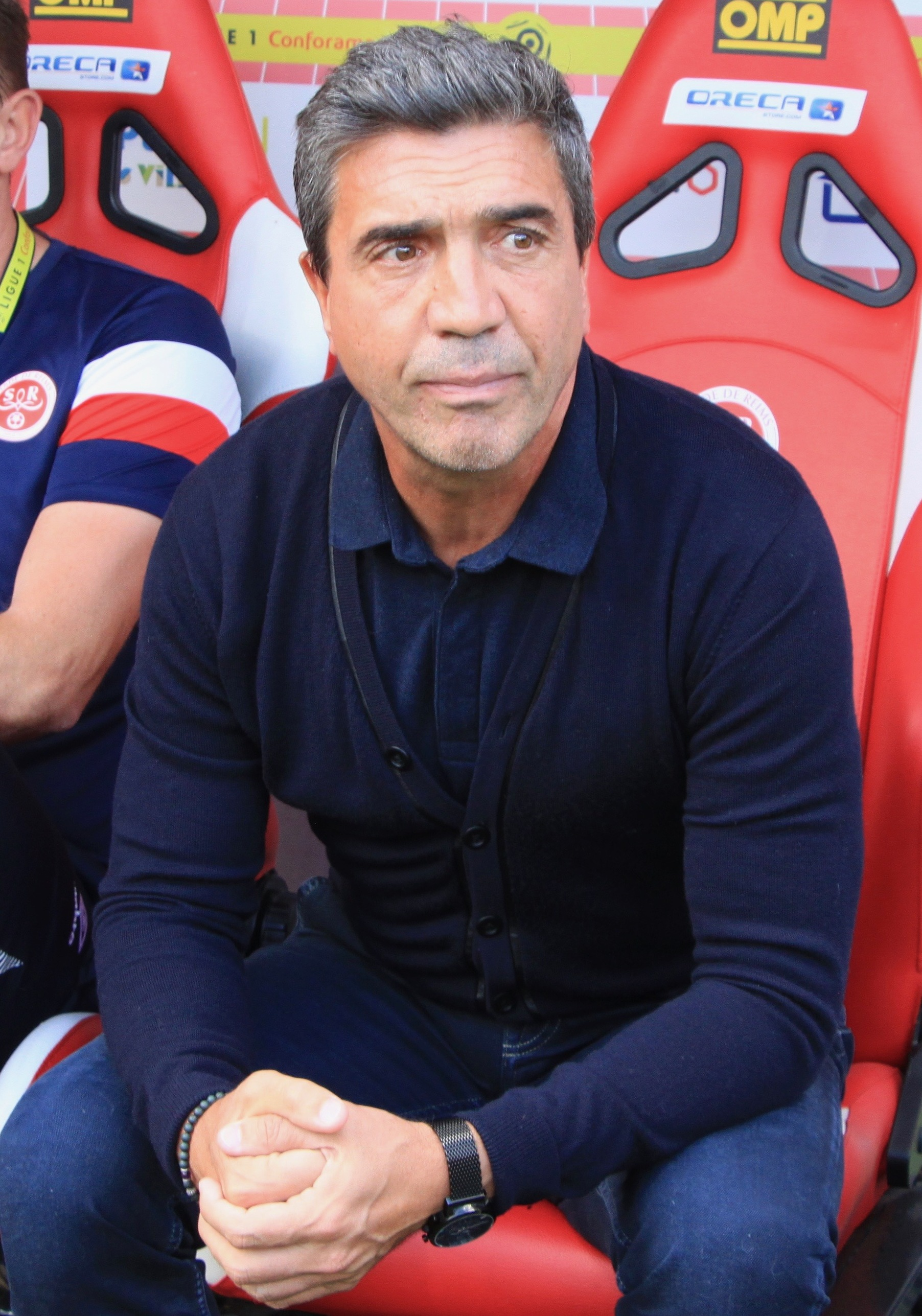
David Guion intègre Ekitiké à l'entraînement professionnel début 2020.

Début 2020, Hugo Ekitiké intègre les séances d'entraînement du groupe professionnel du Stade de Reims dirigé par David Guion. Mais quelques semaines après, l'arrêt de la saison est proclamé par la LFP à cause de la Pandémie de Covid-19 en France. Suivi par un club allemand et deux clubs de Premier League, le longiligne buteur signe son premier contrat professionnel de trois ans avec le Stade de Reims durant l'été,. Obtenant son bac ES au même moment, il commence la saison 2020-2021 avec l'équipe réserve du club. Le 17 octobre 2020, il fait ses débuts en Ligue 1 en entrant en cours de match face au FC Lorient (défaite 3-1),.

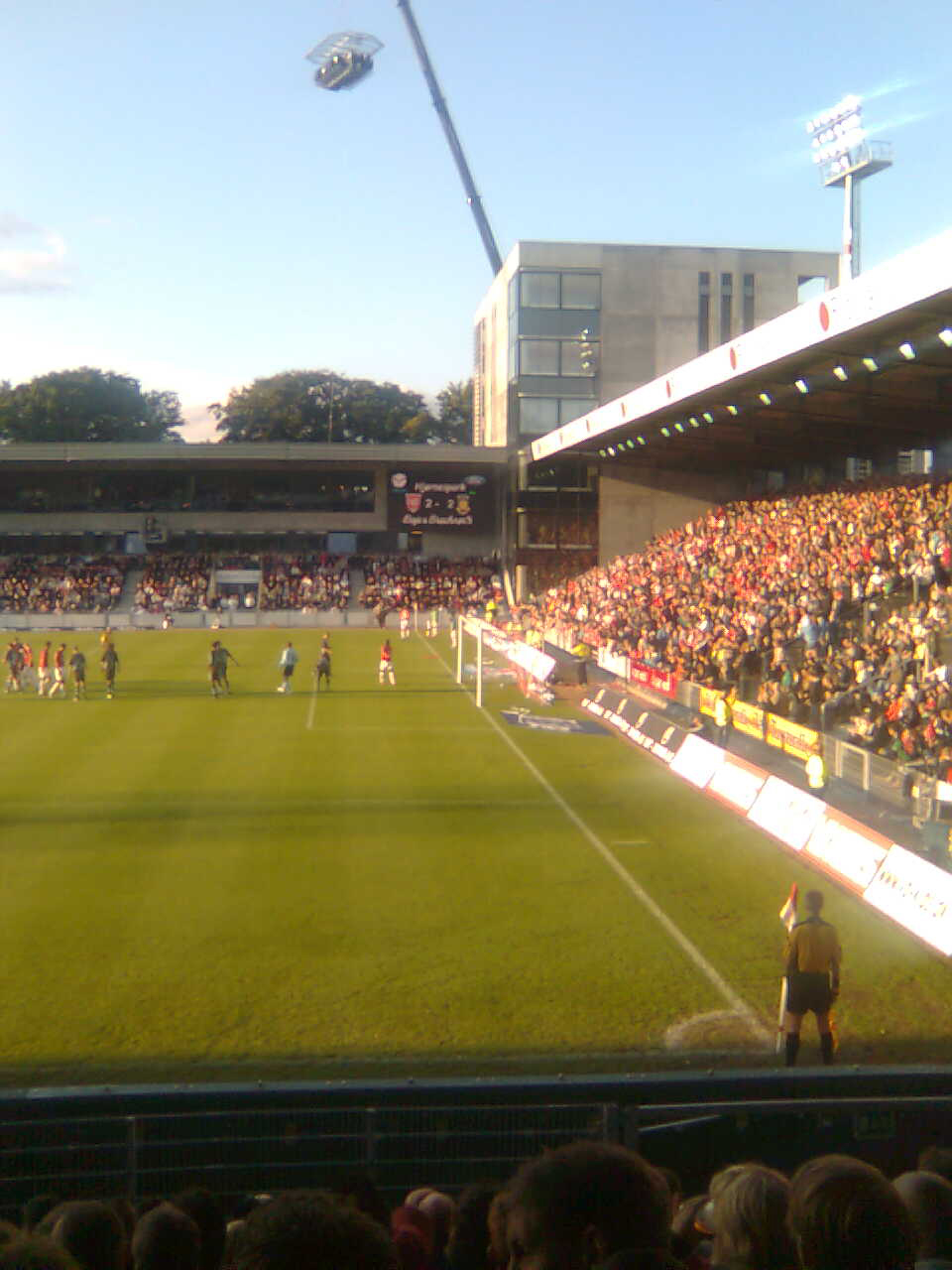
Durant six mois, Ekitiké évolue au Vejle Stadion.

Le 29 janvier 2021, alors qu'il compte jusque-là 86 minutes en L1, Hugo Ekitiké est prêté lors du mercato d’hivernal au club danois du Vejle BK en Superligaen, pour le reste de la saison,. Ce choix atypique réside dans « la volonté de montrer qu'il était capable de se frotter à des défenseurs qui ont de gros gabarits puis de revenir et jouer en L1 contre des défenses costaudes. Ce qui n'aurait pas forcément été le cas en National ». À son arrivée à l’aéroport de Copenhague, le jeune joueur se voit refuser l’entrée sur le territoire en raison du confinement, les étrangers n’étant pas admis, avant qu'un haut gradé supporter du club de Velje ne lui donne la permission de rentrer au Danemark. Le 14 mai 2021, face à Odense, Ekitiké ouvre la marque dès la treizième minute, son troisième et dernier but en onze matchs,.

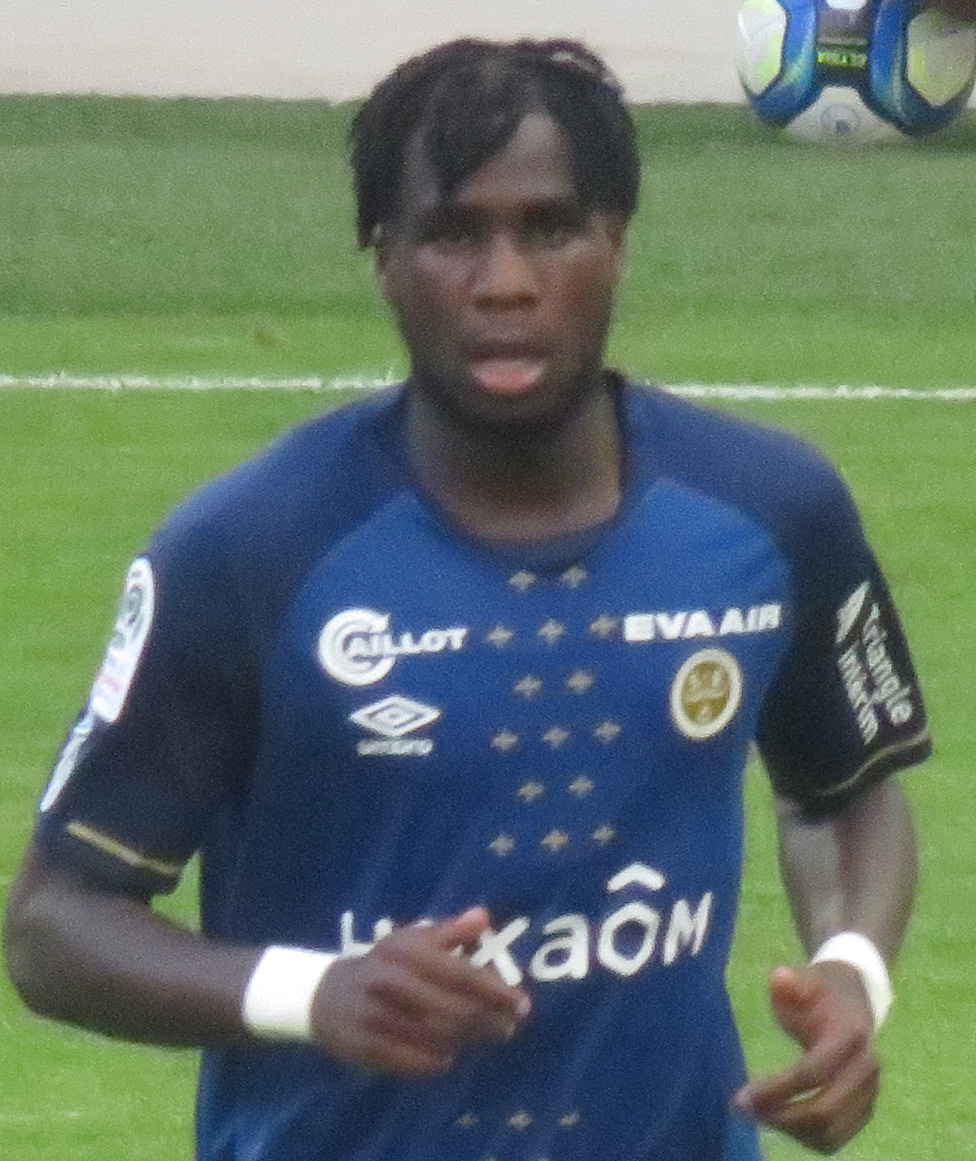
Ekitiké prend la suite de Boulaye Dia à la tête de l'attaque rémoise.

À l'été 2021, Hugo Ekitiké est de retour à Reims en tant que quatrième attaquant dans la hiérarchie rémoise, derrière des joueurs comme El Bilal Touré, Kaj Sierhuis, Mitchell van Bergen, Anastásios Dónis et Fraser Hornby, et dans un secteur orphelin de Boulaye Dia. Pour autant, le club ne recrute pas davantage, faisant confiance à son jeune attaquant. Après sa première passe décisive en Ligue 1 contre Montpellier (J2), son premier but contre Rennes (J5), Hugo inscrit son premier doublé contre Nantes (J8). En moins de dix minutes après son entrée en jeu (3-1, 72e, 78e), l’attaquant de 19 ans permet à Reims s’imposer à domicile pour la première fois depuis huit mois (le 24 janvier). Mi-décembre avec déjà sept réalisations depuis le début de la saison, Ekitiké est le meilleur buteur des joueurs de moins de 20 ans évoluant dans un des cinq grands championnats européens. Le 22 décembre chez l'Olympique de Marseille, Hugo entre en jeu à la 61e minute et ouvre la marque quatorze minutes plus tard en contre, avant une égalisation dans le temps additionnel (1-1). Pour ses premiers mois en L1, son bilan est alors de huit buts, dont certains marqués face à l'OM, Lyon et Rennes, et trois passes décisives en 17 matches. Ces performances l'amènent à être sollicité par Newcastle durant le mercato hivernal,. Le 20 février 2022 contre Brest,, Hugo trouve le poteau adverse avant de sortir sur blessure dès le quart d'heure de jeu. Début avril, déjà indisponible depuis un mois pour cette blessure à l'ischio-jambier, l'attaquant de 19 ans connaît une rechute au moment de la réathlétisation, quelques jours avant de réintégrer le groupe pour les entraînements, et doit manquer entre quatre et cinq nouvelles semaines de compétition.
Début mai 2022, le jeune joueur revient pour la réception du RC Lens et une défaite (1-2). Le 21 mai contre l'OGC Nice, Hugo Ekitiké fête son retour comme titulaire par son dixième but de la saison en Ligue 1 et l'ouverture du score d'un tir puissant du droit dès la neuvième minute (défaite 2-3). Au total, il prend part à 24 matchs, dont quinze titularisations (trois passes décisives). Surtout, Ekitiké marque près d'un quart des buts de Reims (23,3 %, 10 sur 43). Il devient ainsi le plus jeune joueur à inscrire dix unités dans l'élite depuis Francis Méano, déjà avec le Stade de Reims, en 1949-1950.

### Départ au Paris Saint-Germain
Le 16 juillet 2022, Hugo Ekitiké est prêté par le Stade de Reims au Paris Saint-Germain avec une option d'achat obligatoire pour le club de la capitale (estimée à 35 millions d'euros). Ekitiké permet à Reims de plus que doubler son montant record de vente d'un joueur, qui s’élève alors à treize millions d'euros avec le départ d'Axel Disasi à l'AS Monaco en 2020.
Il joue ses premières minutes sous le maillot parisien contre Clermont Foot, au stade Gabriel Montpied.
Le 13 novembre 2022, il marque son premier but face à l’AJ Auxerre au Parc des Princes.

### Prêt puis transfert à l'Eintracht Francfort
Le 1er février 2024, ultime jour du mercato hivernal, il est prêté avec option d'achat jusqu'à la fin de la saison à l'Eintracht Francfort. Deux mois et demi après son arrivée en prêt, il est surnommé 'Mister Zéro But' par la presse allemande à la suite de ses mauvaises performances sur le terrain. Il marque son premier but lors de la 30e journée de Bundesliga face à Augsbourg. Le 26 avril 2024, le club allemand annonce le transfert définitif du joueur pour un montant de 16,5 millions d'euros et signe jusqu'en 2029,. Le lendemain, il inscrit son premier but sous ses nouvelles couleurs face au Bayern Munich.

### Arrivée à Liverpool FC
En juillet 2025, Hugo Ekitiké signe avec le club anglais de Liverpool FC, un contrat d'une durée de six ans (plus une année supplémentaire en option). Le coût du transfert est estimé à 91 millions d'euros (bonus compris), devenant le cinquième joueur français la plus cher de l'histoire.
Le 10 aout 2025, pour son premier match sous ses nouvelles couleurs lors du Community Shield, il marque dès la quatrième minute de jeu mais Liverpool s'incline finalement lors de la séance de tirs au but. Quelques jours plus tard, il marque et offre une passe décisive pour son premier match en Premier League face à l'AFC Bournemouth à Anfield.

### En équipe nationale

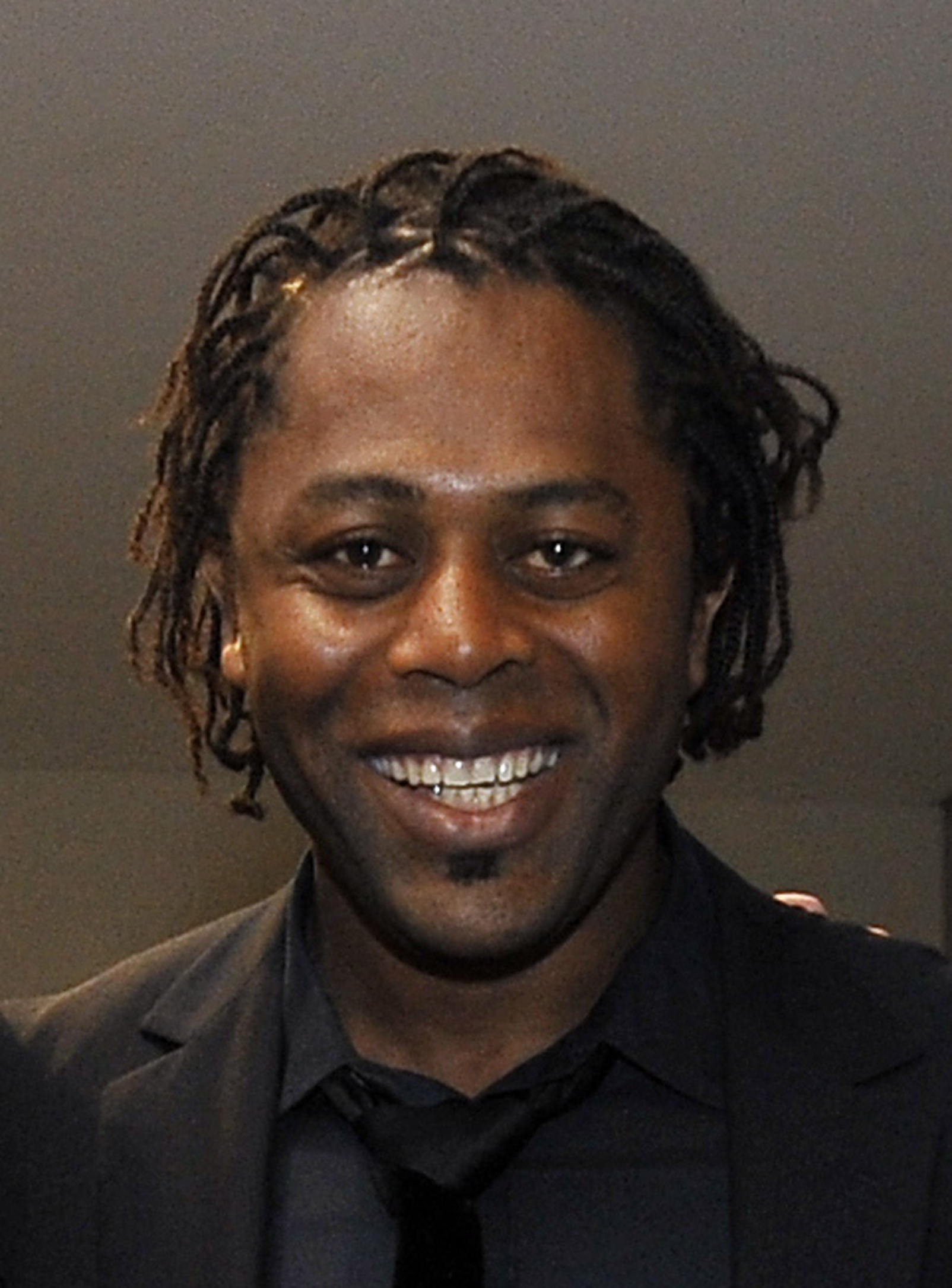
Bernard Diomède convoque Ekitiké en U20 français fin 2021.

En octobre 2021, Hugo Ekitiké est convoqué en équipe de France U20 par Bernard Diomède pour deux matchs amicaux face à la Tunisie. Titulaire lors des deux rencontres, il ne marque pas et est remplacé les deux fois, respectivement à la 83e et 66e minute.
Le mois suivant, Ekitiké est convoqué par Sylvain Ripoll en remplacement d'Amine Gouiri, blessé, pour le rassemblement de l'Équipe de France Espoirs. Il n'entre pas en jeu face à l'Arménie (7-0) dans le cadre des qualifications pour l'Euro U21.
En juin 2022, Hugo Ekitiké fait son retour en sélection U20 pour disputer le tournoi de Toulon. Ekitike et ses coéquipiers remportent la compétition en battant le Venezuela en finale (2-1), le premier trophée de sa carrière. Hugo Ekitiké alors choisit toujours l’équipe de France au niveau international mais suscite l’intérêt du Cameroun, le pays d’origine de ses parents.

## Style de jeu
Lors de la saison 2021-2022 où il s'impose au Stade de Reims, Hugo Ekitiké démontre une confiance en lui et une assurance élevées. Il démontre aussi un sang-froid important vis-à-vis de son jeune âge lorsqu'il faut conclure les actions et une palette technique développée. À 20 ans, Hugo Ekitiké possède une morphologie atypique avec son mètre 91 pour 74 kg. Athlétique, puissant et bon finisseur, le jeune attaquant met souvent en difficulté les défenses adverses.
En mai 2022, le joueur se décrit lui-même : « Je suis un joueur assez complet et ma morphologie m’aide. Quand on me voit, on se dit : « Il n’est pas très costaud ». Et pourtant, je ne changerais mon corps pour rien au monde. Il me permet de courir vite, de tenir les duels. J’ai de l’endurance, je suis technique, et j’ai une très bonne compréhension du jeu. J’ai des progrès à faire dans tous les domaines »,.

## Statistiques
| Saison                | Club                       | Championnat           | Championnat | Championnat | Championnat | Coupe(s) nationale(s) | Coupe(s) nationale(s) | Coupe(s) nationale(s) | Supercoupe | Supercoupe | Supercoupe | Compétition(s) continentale(s) | Compétition(s) continentale(s) | Compétition(s) continentale(s) | Compétition(s) continentale(s) | Barrages | Barrages | Barrages | Total | Total | Total |
| Saison                | Club                       | Division              | M.          | B.          | P.d.        | M.                    | B.                    | P.d.                  | M.         | B.         | P.d.       | Comp.                          | M.                             | B.                             | P.d.                           | M.       | B.       | P.d.     | M.    | B.    | P.d.  |
| 2020-2021             | Stade de Reims             | Ligue 1               | 2           | 0           | 0           | -                     | -                     | -                     | -          | -          | -          | -                              | -                              | -                              | -                              | -        | -        | -        | 2     | 0     | 0     |
| 2021-2022             | Stade de Reims             | Ligue 1               | 24          | 10          | 4           | 2                     | 1                     | 0                     | -          | -          | -          | -                              | -                              | -                              | -                              | -        | -        | -        | 26    | 11    | 4     |
| Sous-total            | Sous-total                 | Sous-total            | 26          | 10          | 4           | 2                     | 1                     | 0                     | -          | -          | -          | -                              | -                              | -                              | -                              | -        | -        | -        | 28    | 11    | 4     |
| 2020-2021             | Vejle BK (prêt)            | Superligaen           | 3           | 0           | 0           | -                     | -                     | -                     | -          | -          | -          | -                              | -                              | -                              | -                              | 8        | 3        | 2        | 11    | 3     | 2     |
| 2022-2023             | Paris Saint-Germain (prêt) | Ligue 1               | 25          | 3           | 4           | 3                     | 1                     | 0                     | -          | -          | -          | C1                             | 4                              | 0                              | 0                              | -        | -        | -        | 32    | 4     | 4     |
| 2023-2024             | Paris Saint-Germain        | Ligue 1               | 1           | 0           | 0           | -                     | -                     | -                     | -          | -          | -          | C1                             | -                              | -                              | -                              | -        | -        | -        | 1     | 0     | 0     |
| Sous-total            | Sous-total                 | Sous-total            | 26          | 3           | 4           | 3                     | 1                     | 0                     | -          | -          | -          | -                              | 4                              | 0                              | 0                              | -        | -        | -        | 33    | 4     | 4     |
| 2023-2024             | Eintracht Francfort (prêt) | 1. Bundesliga         | 14          | 3           | 0           | -                     | -                     | -                     | -          | -          | -          | C4                             | 2                              | 0                              | 0                              | -        | -        | -        | 16    | 3     | 0     |
| 2024-2025             | Eintracht Francfort        | 1. Bundesliga         | 33          | 15          | 8           | 3                     | 3                     | 2                     | -          | -          | -          | C3                             | 12                             | 4                              | 3                              | -        | -        | -        | 48    | 22    | 13    |
| Sous-total            | Sous-total                 | Sous-total            | 47          | 18          | 8           | 3                     | 3                     | 1                     | -          | -          | -          | -                              | 14                             | 4                              | 3                              | -        | -        | -        | 64    | 25    | 12    |
| 2025-2026             | FC Liverpool               | Premier League        | 1           | 1           | 1           | -                     | -                     | -                     | 1          | 1          | 0          | -                              | -                              | -                              | -                              | -        | -        | -        | 2     | 2     | 1     |
| Total sur la carrière | Total sur la carrière      | Total sur la carrière | 103         | 33          | 17          | 8                     | 5                     | 1                     | 1          | 1          | 0          | -                              | 18                             | 4                              | 3                              | 8        | 3        | 2        | 138   | 46    | 23    |

## Palmarès

### En club
Formé au Stade de Reims, c'est sous les couleurs du Paris Saint-Germain que Hugo Ekitike remporte ses premiers titres en étant sacré champion de France à deux reprises en 2023 et 2024. Après un passage à l'Eintracht Francfort, il rejoint Liverpool et est finaliste du Community Shield dès son premier match et marque mais ne peut empêcher la défaite des siens.
| Paris Saint-Germain (2)                              | Liverpool FC                          |
| ---------------------------------------------------- | ------------------------------------- |
| - Championnat de France : - Champion : 2023 et 2024. | - Community Shield - Finaliste : 2025 |

### En sélection
En juin 2022, Hugo Ekitiké est convoqué en équipe de France U20 par Bernard Diomède pour disputer le tournoi de Toulon. Ekitiké et ses coéquipiers remportent la compétition en battant le Venezuela en finale (2-1), le premier trophée de sa carrière.